# Péninsule d'Almina

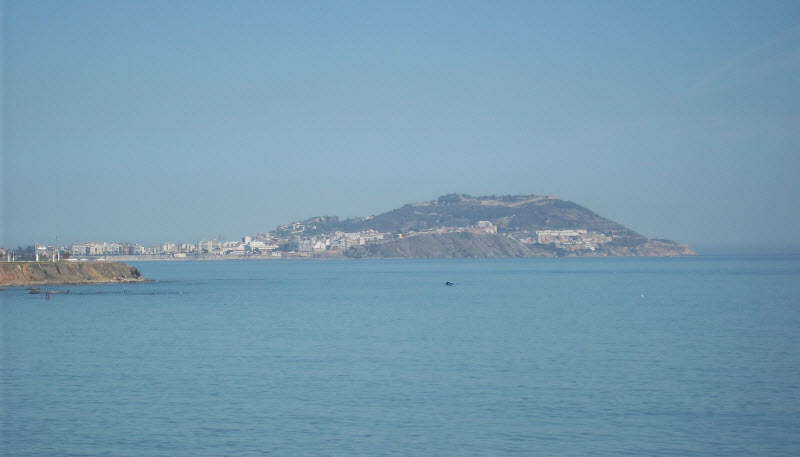
Vue de la péninsule d'Almina à partir de Fnideq (Maroc).

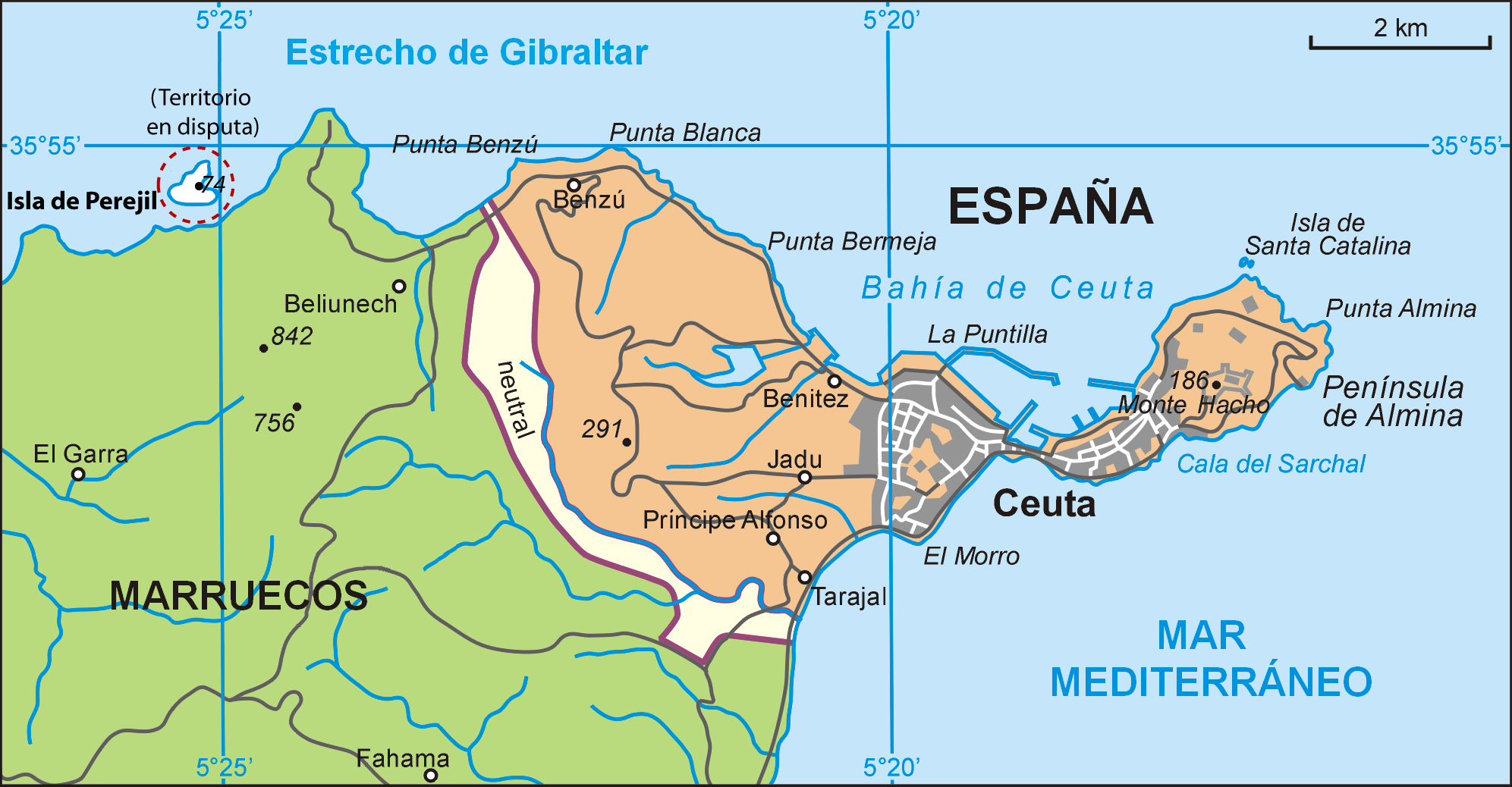
La péninsule d'Almina (à l'est) et Ceuta.

La péninsule d'Almina (en espagnol : Península de Almina) est un promontoire situé sur le détroit de Gibraltar et constitue la majeure partie de la zone orientale de la ville de Ceuta.

## Localisation et caractéristiques
- La péninsule marque l'entrée sud du détroit de Gibraltar, à environ 24 km de la Punta de Europa à Gibraltar, qui en marque l'entrée nord
- Elle est bordée par la mer Méditerranée et se distingue par son relief montagneux

## Points d'intérêt
1. Punta Almina : L'extrémité orientale de la péninsule, où se trouve le phare de Punta Almina, construit en 1855 et reconstruit en 1919. Ce phare, situé à 148 mètres au-dessus du niveau de la mer, a une portée de 22 milles nautiques (environ 41 km)
2. Castillo del Desnarigado : Une ancienne fortification située à proximité du phare. Transformée en musée militaire en 1984 après restauration

## Importance historique
La péninsule d'Almina fait partie intégrante de la géographie historique de Ceuta et du détroit de Gibraltar. Elle a joué un rôle stratégique dans les échanges maritimes entre l'Europe et l'Afrique tout en étant liée à l'histoire des colonies portuaires espagnoles au Maghreb,.